# Zhoř (Skuteč)

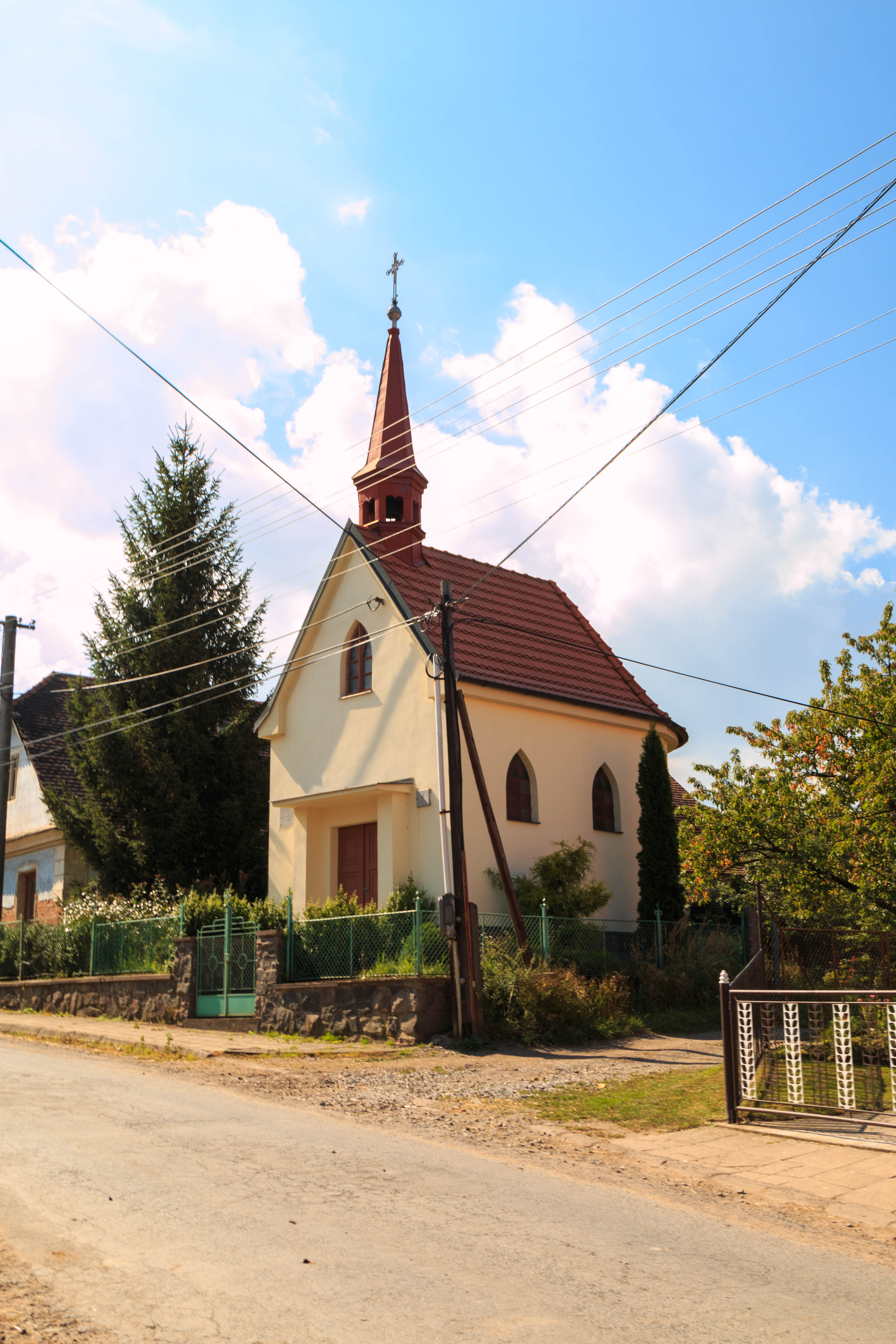
Kapelle Mariahilf

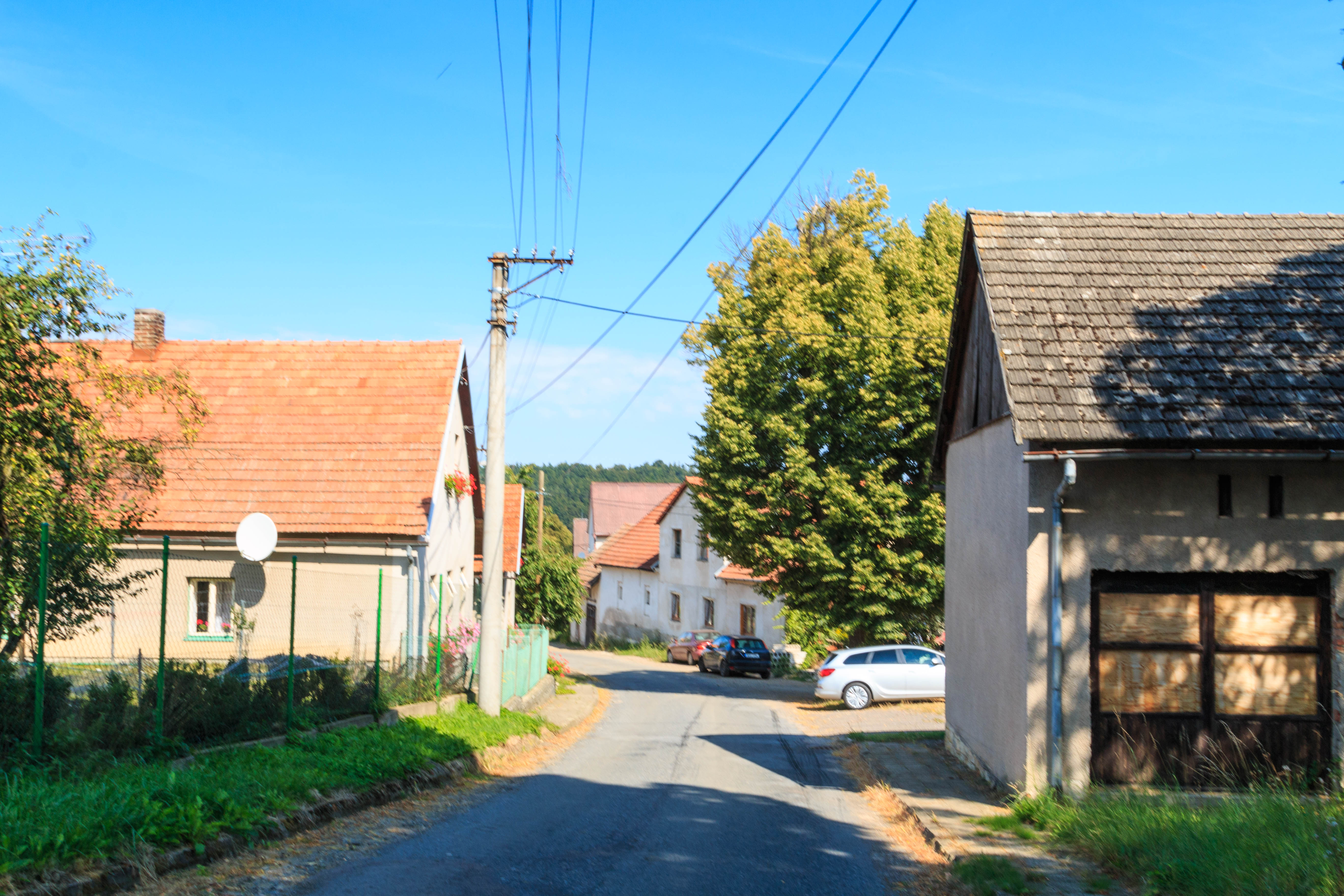
Dorfstraße

Zhoř (deutsch Shorsch) ist ein Ortsteil der Stadt Skuteč in Tschechien. Er liegt fünf Kilometer nordöstlich von Skuteč und gehört zum Okres Chrudim.

## Geographie
Zhoř befindet sich rechtsseitig über dem Tal der Krounka in der Novohradská stupňovina (Neuschlosser Stufenland). Östlich erhebt sich der Zajany (455 m n.m.), im Südosten die Jedlina (465 m n.m.) und westlich die Heráně (453 m n.m.). 
Nachbarorte sind Doly und Rabouň im Norden, Brdo, Hlubočice und Chlum im Nordosten, Střítež im Osten, Hluboká im Südosten, Borek und Předhradí im Süden, Oborský Mlýn, Lažany  und Skuteč im Südwesten, Zbožnov im Westen sowie Zadní Borek, Pod Lhotou und Lhota u Skutče im Nordwesten.

## Geschichte
Die erste urkundliche Erwähnung des Dorfes erfolgte 1392 in der Landtafel, als Smil Flaška von Pardubitz die Richenburg mit den zugehörigen 62 Dörfern an Otto von Bergow und Boček II. von Podiebrad übergab.  
Im Jahre 1835 bestand das im Chrudimer Kreis gelegene Rustikaldorf Zhoř aus 29 zerstreuten Häusern, in denen 197 Personen lebten. Pfarrort war Richenburg. Bis zur Mitte des 19. Jahrhunderts blieb Zhoř der Herrschaft Richenburg untertänig.
Nach der Aufhebung der Patrimonialherrschaften bildete Zhoř ab 1849 einen Ortsteil der Gemeinde Hněvětice im Gerichtsbezirk Skutsch. Ab 1868 gehörte das Dorf zum politischen Bezirk Hohenmauth. 1869 hatte Zhoř 198 Einwohner und bestand aus 30 Häusern. Im Jahre 1900 lebten in Zhoř 189 Personen, 1910 waren es 214. 1930 hatte das Dorf 172 Einwohner. 1949 wurde Zhoř dem neu gebildeten Okres Hlinsko zugeordnet, seit 1961 gehört das Dorf zum Okres Chrudim. Am 1. Juli 1985 wurde Zhoř zusammen mit Hněvětice nach Skuteč eingemeindet. Beim Zensus von 2001 lebten in den 36 Häusern von Zhoř 54 Personen.

## Ortsgliederung
Zu Zhoř gehört die Rotte Zadní Borek (Hinter-Borek). 
Der Ortsteil Zhoř ist Teil des Katastralbezirkes Hněvětice.

## Sehenswürdigkeiten
- Kapelle Mariahilf, erbaut zwischen 1935 und 1939
- Kreuz aus dem Jahre 1893